# Butorides
Butorides é um gênero de Aves Pelecaniformes da família Ardeidae. São genéricamente denominados como  Garças-reais.

## Espécies
- Butorides striata (Linnaeus, 1758) [2]
- Butorides sundevalli (Reichenow, 1877) [2]
- Butorides virescens (Linnaeus, 1758) [2]
- Referências

1. ↑  «Butorides (Butorides sp.) - Avibase». avibase.bsc-eoc.org. Consultado em 21 de janeiro de 2021
2. 1 2 3 4  «Taxon». COL. Consultado em 21 de janeiro de 2021